# 恩蘇勒采伊
恩蘇勒采伊是羅馬尼亞的城鎮，位於該國東南部，距離首府布勒伊拉50公里，由布勒伊拉縣負責管轄，面積213.03平方公里，海拔高度30米，2007年人口7,265，大多數居民信奉東正教。
44°55′07″N 27°36′38″E / 44.91856°N 27.61045°E